# Rosse ijsvogel
De rosse ijsvogel (Halcyon coromanda) is een vogel uit de familie Alcedinidae (IJsvogels).

## Verspreiding en leefgebied
Deze soort komt wijdverspreid voor in Azië, ook in Zuidoost-Azië en telt tien ondersoorten:
- H. c. coromanda: van Nepal tot zuidelijk China, zuidelijk Thailand noordelijk Myanmar.
- H. c. major: noordoostelijk China, Korea en Japan.
- H. c. bangsi: de Riukiu-eilanden, Taiwan en het eiland Lanyu.
- H. c. mizorhina: de Andamanen.
- H. c. minor: zuidelijk Maleisië, Sumatra, de westelijke Sumatra-eilanden, de Riau-eilanden, Bangka en Billiton, Java en Borneo.
- H. c. linae: Palawan (westelijke Filipijnen).
- H. c. claudiae: de Tawi-Tawi-groep en de Sulu-eilanden.
- H. c. rufa: de Talaudeilanden en de Sangihe-eilanden zuidelijk naar Sulawesi en bij de kust liggende eilanden.
- H. c. pelingensis: de Banggai-eilanden.
- H. c. sulana: de Soela-eilanden (oostelijk van Sulawesi).

## Status
De grootte van de populatie is niet gekwantificeerd maar de soort wordt omschreven als wijdverspreid maar schaars tot zeldzaam voorkomend. Op de Rode lijst van de IUCN heeft deze soort de status niet bedreigd.